# مايا بوند
مايا بوند (بالإنجليزية: Maya Bond)‏ هي عازفة بيانو وملحنة ومنتجة أسطوانات ومغنية مؤلفة ومغنية أمريكية، ولدت في 5 أغسطس 2000 في أوساكا في اليابان.

## وصلات خارجية
- مايا بوند على موقع ميوزك برينز (الإنجليزية)